# Dobrinja (Republika Serbska)
Dobrinja (cyr. Добриња) – wieś w Bośni i Hercegowinie, w Republice Serbskiej, w gminie Modriča. W 2013 roku liczyła 446 mieszkańców.